# Wincenty Kraśko

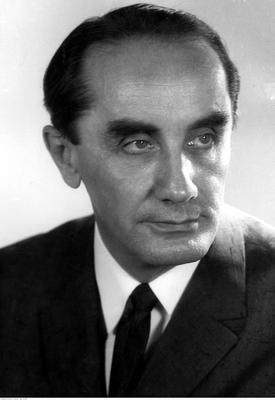
Wincenty Kraśko (1968)

Wincenty Kraśko (* 1. Juni 1916 in Kotowice, heute: Wizebskaja Woblasz, Belarus; † 10. August 1976 in Koszalin) war ein Politiker der Polnischen Vereinigten Arbeiterpartei PZPR (Polska Zjednoczona Partia Robotnicza) in der Volksrepublik Polen, der unter anderem von 1956 bis 1960 Erster Sekretär des PZPR-Komitees von Posen, zwischen 1960 und 1971 Leiter der Kulturabteilung des Zentralkomitees (ZK) der PZPR, zwischen 1971 und 1972 Vize-Ministerpräsident sowie zuletzt von 1974 bis 1976 Sekretär des ZK der PZPR war.

## Leben

### Rechtsanwalt, Zweiter Weltkrieg und Journalist
Wincenty Kraśko, Sohn von Piotr Kraśko und dessen Ehefrau Aleksandra, begann nach dem Schulbesuch ein Studium an der Fakultät für Rechts- und Sozialwissenschaften der Universität Stefan Batory Wilno und schloss dieses 1938 ab. Nach dem Überfall auf Polen durch die deutsche Wehrmacht im Zweiten Weltkrieg engagierte er sich zwischen dem 1. August 1940 und dem 22. Juni 1940 für die Internationale Rote Hilfe MOPR (Międzynarodowa Organizacja Pomocy Rewolucjonistom) in Wilejka und war zugleich als Rechtsanwalt am Volksgericht von Ostrowiec zugelassen. Anschließend war er vom 22. Juni 1941 bis zum 1. Juli 1944 als Landarbeiter in verschiedenen Teilen des Bezirks Vilnius tätig, ehe er zwischen dem 1. Juli 1944 und dem 15. Februar 1945 als Ökonom in der Planungsabteilung im Zentralamt für Getreidelieferung von Vilnius Beschäftigung fand.
Nach Kriegsende war Kraśko zwischen dem 15. April 1945 und dem 1. Januar 1946 Vize-Direktor der Verlagsgenossenschaft Czytelnik in Danzig-Gdynia. Im Anschluss arbeitete er von Januar 1946 bis Januar 1951 in der Redaktion sowie als stellvertretender Chefredakteur von Dziennik Bałtycki und war zwischen Januar und März 1951 Chefredakteur der Tageszeitung Kurier Szczeciński, zwischen dem 15. März 1951 und August 1952 von Głos Wielkopolskiego, von August 1952 bis zum 15. März 1954 von Tylko Ludu in Kielce sowie zuletzt zwischen dem 15. März und 1. August 1954 der Gazeta Poznańska. Daneben engagierte er sich vom 1. Januar 1946 bis 1950 als Mitglied des Vorstands der Journalistengewerkschaft der Republik Polen für den Bereich Danzig-Gdynia-Sopot. Am 8. Juni 1948 füllte er eine Beitrittserklärung zur Polnischen Arbeiterpartei PPR (Polska Partia Robotnicza) aus, die am 5. Januar 1942 im Untergrund in Warschau gegründet worden war, erhielt den Status als Kandidat ab dem 16. Juni 1948 und wurde schließlich am 15. Dezember 1948 als Mitglied der nunmehrigen Polnischen Vereinigten Arbeiterpartei PZPR (Polska Zjednoczona Partia Robotnicza) aufgenommen. Noch am gleichen Tag wurde er Mitglied des Exekutivkomitees des PZPR-Komitees von Gdynia. Während seiner Zeit als Chefredakteur der Tylko Ludu in Kielce war er zwischen August 1952 und März 1954 ebenso Mitglied des Exekutivkomitees des örtlichen PZPR-Komitees wie anschließend von März bis August 1954 während seiner Tätigkeit als Chefredakteur der Gazeta Poznańska.

### Polnischer Oktober 1956 und Erster Parteisekretär von Posen
Nach Beendigung seiner Tätigkeit als Chefredakteur der Gazeta Poznańska war Wincenty Kraśko vom 1. September 1954 bis zum 1. November 1956 zunächst Sekretär für Propaganda des Parteikomitees von Posen und absolvierte zudem ab dem 27. Januar 1955 ein dreijähriges Studium an der Parteischule beim Zentralkomitee der PZPR. Während der Zeit des Polnischen Oktober 1956 gehörte Wincenty Kraśko im Machtkampf innerhalb der PZPR der nach einem Komplex modernistischer Mietshäuser in der Ul. Puławska 24 und 26 in Warschau benannten „Pulawy“-Gruppe (Puławianie) unter Führung von Roman Zambrowski und Leon Kasman an, die hauptsächlich aus Intellektuellen und Aktivisten bestand, die im ersten Jahrzehnt Volkspolens aktiv waren. Die Pulawy-Fraktion stand in Opposition zur Natolin-Fraktion um Zenon Nowak, Wiktor Kłosiewicz, Hilary Chełchowski, Aleksander Zawadzki, Władysław Kruczek, Władysław Dworakowski, Kazimierz Mijal, Franciszek Mazur, Bolesław Rumiński, Franciszek Jóźwiak und Stanisław Łapot, die gegen die Liberalisierung des kommunistischen Systems war und die nationalistische und antisemitische Parolen proklamierte, um in der PZPR an die Macht zu kommen.
Kurz nach dem Polnischen Oktober übernahm Kraśko am 3. November 1956 den Posten als Erster Sekretär des PZPR-Komitees von Posen und bekleidete den Posten als örtlicher Parteichef bis zum 20. Februar 1960.

### Sejm-Abgeordneter, ZK-Mitglied und Leiter der ZK-Abteilung Kultur

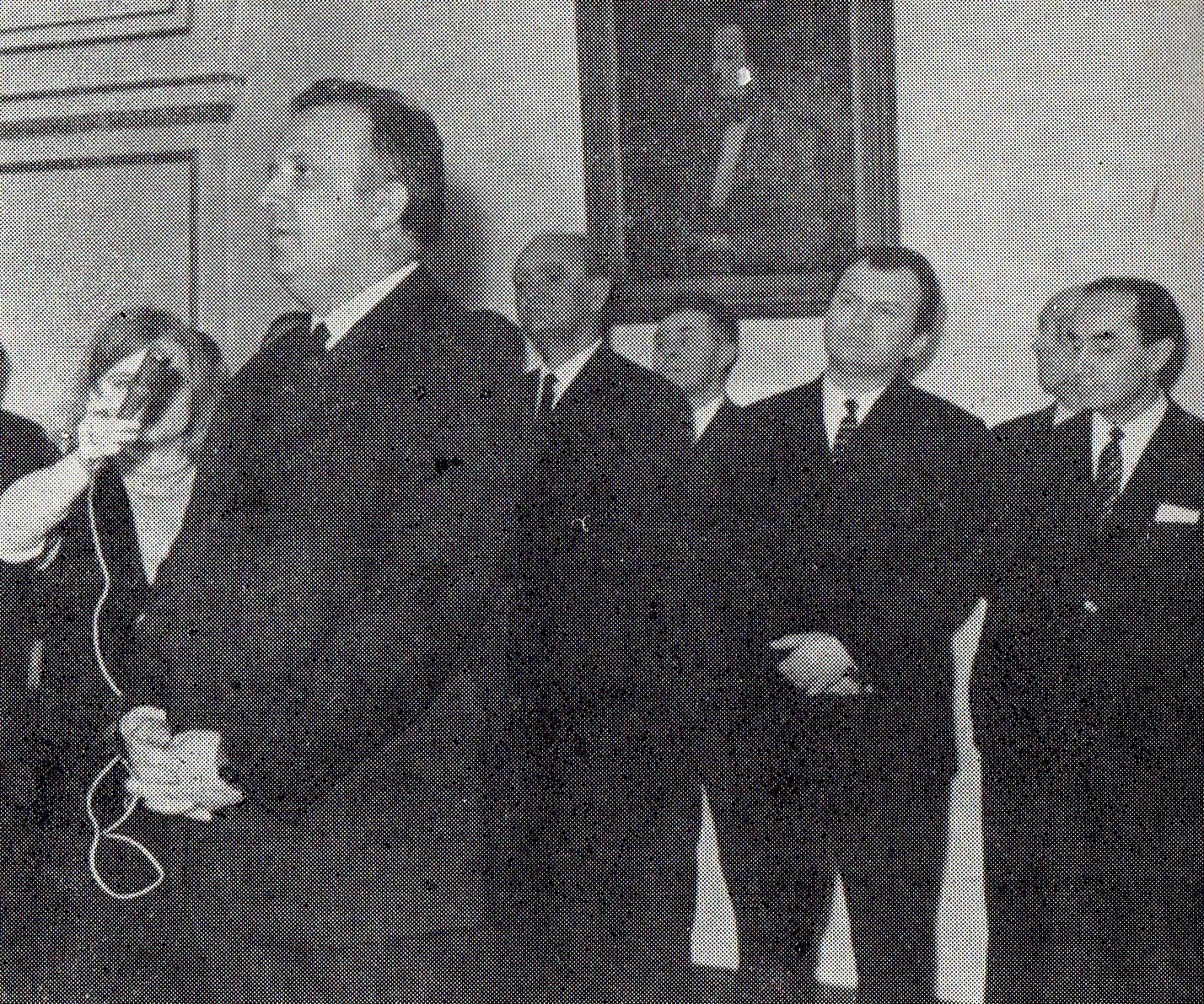
Wincenty Kraśko (rechts) bei einer Rede des ZK-Sekretärs Stefan Olszowski zum 25. Jubiläum der sozialpolitischen Zeitschrift Głos Wielkopolski in Posen (16. Februar 1970).

Am 17. Februar 1957 wurde Wincenty Kraśko für die PZPR erstmals Mitglied des Sejm und vertrat zunächst in der zweiten Legislaturperiode bis zum 17. Februar 1961 den Wahlkreis Nr. 71 Posen. Danach vertrat er in der dritten Legislaturperiode (15. Mai 1961 bis 31. März 1965), in der vierten Legislaturperiode (24. Juni 1965 bis 29. April 1969) sowie in der fünften Legislaturperiode (27. Juni 1969 bis 22. Dezember 1971) den Wahlkreis Nr. 7 Posen. In der zweiten Legislaturperiode war er zwischen 1957 und 1961 Vize-Vorsitzender des Justizausschusses sowie im Anschluss in der dritten bis fünften Legislaturperiode zwischen 1961 und 1969 Vize-Vorsitzender des Ausschusses für Kultur und Kunst.
Zugleich wurde er auf dem III. Parteitag (10. bis 19. März 1959) erstmals Mitglied des ZK der PZPR und gehörte diesem Führungsgremium der Partei nach seinen Bestätigung auf dem IV. Parteitag (15. bis 20. Juni 1964), auf dem V. Parteitag (11. bis 16. November 1968), auf dem VI. Parteitag (6. bis 11. Dezember 1971) sowie auf dem VII. Parteitag (8. bis 12. Dezember 1975) bis zu seinem Tode am 10. August 1976 an. Nach Beendigung seiner Tätigkeit als Erster Sekretär des Parteikomitees von Posen wechselte Kraśko am 1. Mai 1960 in die zentrale Parteiverwaltung und war bis zum 13. Februar 1971 fast elf Jahre als Leiter der Kulturabteilung des ZK der PZPR maßgebliche Person für die Ausgestaltung, aber auch für die Zensur der Kultur in Polen.

### Vize-Ministerpräsident, Mitglied des Staatsrates und ZK-Sekretär

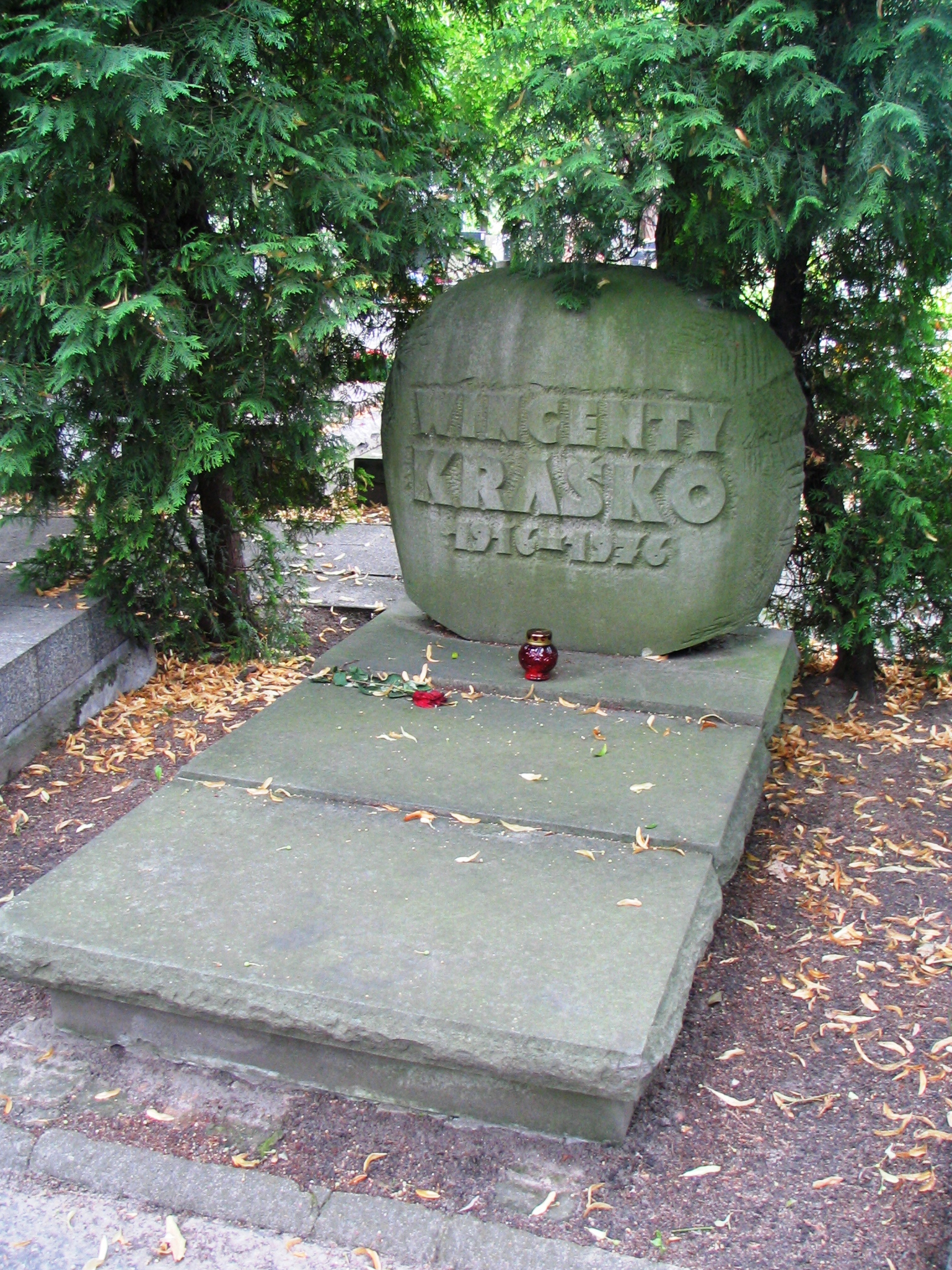
Grabstätte auf dem Militärfriedhof des Warschauer Powązki-Friedhofes.

Am 13. Februar 1971 wurde Wincenty Kraśko als Wiceprezes Rady Ministrów einer der Vize-Ministerpräsidenten und damit Stellvertreter von Ministerpräsident Piotr Jaroszewicz in dessen erstem Kabinett und bekleidete diese Funktion bis zum 28. März 1972. Nach seinem Ausscheiden aus der Regierung wurde er am 28. März 1972 Mitglied des Staatsrates (Rada Państwa), des kollektiven Staatsoberhaupts der Volksrepublik Polen, und gehörte diesem bis zu seinem Tode am 10. August 1976 an. Daneben fungierte er zwischen dem 20. Juli 1972 und dem 10. August 1976 als Präsident des Generalrats der Gesellschaft für Kommunikation mit der polnischen Diaspora Polonia.
Am 28. März 1972 wurde er abermals Mitglied des Sejm und vertrat dort in der sechsten Legislaturperiode bis zum 10. Februar 1976 den Wahlkreis Nr. 59 Leszno. Im Anschluss wurde er auch in der siebten Legislaturperiode Mitglied des Sejm, in dem er bis zu seinem Tode am 10. August 1976 den Wahlkreis Nr. 65 Toruń vertrat. In der sechsten und siebten Legislaturperiode war er zudem von 1972 bis 1976 Präsident der polnischen Gruppe der Interparlamentarischen Union sowie in der siebten Legislaturperiode zwischen März und August 1976 auch Vorsitzender des Ausschusses für auswärtige Angelegenheiten.
Auf einem ZK-Plenum am 15. Februar 1974 wurde Wincenty Kraśko schließlich Sekretär des Zentralkomitees der PZPR. Diese Spitzenfunktion im elfköpfigen ZK-Sekretariat bekleidete er nach seiner Bestätigung auf dem VII. Parteitag (8. bis 12. Dezember 1975) ebenfalls bis zu seinem Tode am 10. August 1976.
Für seine langjährigen Verdienste in der Volksrepublik Polen wurde er mehrfach ausgezeichnet und erhielt unter anderem den Orden Erbauer Volkspolens (Order Budowniczych Polski Ludowej), 1952 das Verdienstkreuz der Republik Polen (Krzyż Zasługi) in Gold, 1964 den Orden des Banners der Arbeit (Order Sztandaru Pracy) Erster Klasse sowie 1959 den Orden des Banners der Arbeit (Order Sztandaru Pracy) Zweiter Klasse. Er wurde nach seinem Tode auf dem Militärfriedhof des Warschauer Powązki-Friedhofes beigesetzt.

## Hintergrundliteratur
- Maja Kubiak-Żytomirska: Wincenty Kraśko – opiekun pisarzy, 1971